# Пейчо Пеєв
Пейчо Пеєв (болг. Пейчо Чонов Пеев; нар. 2 квітня 1940, Пловдив — 15 вересня 2007, там само) — болгарський шахіст, міжнародний майстер від 1973 року.

## Шахова кар'єра
У 1960-1970-х роках належав до числа провідних болгарських шахістів. Неодноразово брав участь у фіналі чемпіонату країни, здобувши дві медалі: золоту (1968) і срібну (1971). У складі національної збірної взяв участь у двох шахових олімпіадах (1968 — бронза, 1972), а також у двох командних чемпіонатах Європи (1970, 1977).
Неодноразово брав участь у міжнародних турнірах, досягнувши успіхів, зокрема, в таких містах, як:
- Люблін (1968, поділив 2-ге місце позаду Ласло Ковача, разом з Милорадом Кнежевичем, Вітольдом Бальцеровським і Дьордьом Сіладьї),
- Варна (1972, посів 2-ге місце позаду Андраша Адор'яна, разом з Михайлом Підгайцем і Йованом Софревським),
- Ниш (1974, посів 1-ше місце),
- Тронгейм (1974, посів 1-ше місце),
- Младеноваць (1975, посів 1-ше місце),
- Приморсько (1976, поділив 1-4-те місце),
- Оломоуць (1976, посів 3-тє місце),
- Пловдив (1976, 1977 — двічі посів 2-ге місце),
- Лейпциг (1977, посів 4-те місце позаду Буркхарда Маліха, Яна Смейкала і Райнера Кнаака),
- Варна (1978, поділив 2-3-тє місце),
- Пазарджик (1978, поділив 1-4-те місце),
- Приморсько (1979, посів 1-ше місце),
- Карвіна (1980, поділив 2-ге місце позаду Їндріа Трапла, разом з Гораном Диздарем та Їржи Лехтинським),
- Панчево (1989, посів 3-тє місце позаду Олексія Кузьміна і Горана Тодоровича).

Найвищий рейтинг Ело в кар'єрі мав станом на 1 січня 1977 року, досягнувши 2460 очок займав тоді 5-те місце серед болгарських шахістів.